# Ніна Краліч
Ніна Краліч (хорв. Nina Kraljić; 4 квітня 1992) — хорватська співачка, переможниця першого сезону шоу «The Voice — Najljepši glas Hrvatske» (хорватської версії шоу «Голос»). 2016 року представляла Хорватію на Євробаченні 2016 у Стокгольмі із піснею «Lighthouse».

## Біографія

### Перші роки і початок кар'єри
Ніна Краліч народилася 4 квітня 1992 року в хорватському місті Липовляни. Коли їй було 14 років, вона переїхала до Вараждина, де закінчує музичну школу за класом сольного вокалу. Після цього вона переїжджає до столиці Хорватії — Загреба — і два роки займається в Музичній академії міста, але не закінчує її і починає вчити хорватську лінгвістику на філософському факультеті Рієкі.
Ніна вперше з'явилася на хорватському телебаченні 2009 року, коли вона брала участь в конкурсі «Supertalent», де вона посіла 10 місце у фіналі.

### «Найкращий голос Хорватії» і Пісенний конкурс Євробачення 2016
2016 року Краліч бере участь у першому сезоні хорватської версії шоу «Голос» — «The Voice — Najljepši glas Hrvatske» (Найкращий голос Хорватії). Під час конкурсу Ніна виконує «Wicked Game» Кріса Айзека, популярну балканську пісню «Što te nema», «She Wolf» Шакіри, «Nothing Else Matters» гурту Metallica, «Beneath Your Beautiful» співаків Labrinth і Емелі Санде, «Euphoria» співачки Лорін і македонську народну пісню «Заjди, заjди, jасно сонце». У фіналі вона перемагає, отримавши близько 200 тисяч голосів телеглядачів. Одразу після перемоги співачка випускає свій перший сингл «Zaljuljali smo svijet».
В травні 2015 року, одразу після того, як відбувся фінал Євробачення 2015, з'явилися чутки, що Хорватія повернеться на конкурс 2016 року після дворічної перерви і відправить як свого представника переможницю шоу «The Voice — Najljepši glas Hrvatske» Ніну Краліч. Восени 2015 року Європейська мовна спілка підтвердила, що Хорватія повертається на Євробачення, однак офіційна інформація щодо хорватського конкурсанта з'явилася тільки 24 лютого 2016 року — їм, як і припускали численні засоби масової інформації Хорватії, стала Ніна Краліч.
Її конкурсна пісня, «Lighthouse», була презентована 9 березня 2016 року. Описуючи свою конкурсну пісню ще до її презентації, Ніна розповідала, що мова, якою пісня буде виконана на Євробаченні, ще не визначена: на користь англійської відігравало те, що її розуміє більшість мешканців Європи, а на користь хорватської — той факт, що на неї співачці було б легше передати чуттєвість пісні. Однак, урешті-решт, було вирішено, що на конкурсі пісня буде виконуватися англійською мовою, хоча також буде випущена її хорватська версія.

## Особисте життя
Ніна Краліч є бісексуалкою.

## Дискографія

### Сингли
| Рік  | Назва                 | Альбом |
| ---- | --------------------- | ------ |
| 2015 | «Zaljuljali smo svet» | TBA    |
| 2016 | «Lighthouse»          | TBA    |